# Ligue des champions de l'OFC 2019
Navigation
Édition précédente Édition suivante
La Ligue des champions de l'OFC 2019 est la 18e édition de la Ligue des champions de l'OFC (la 13e sous cette appellation - anciennement Coupe des Champions d'Océanie). Elle met aux prises les champions des différentes nations affiliées à la Confédération du football d'Océanie (OFC).  
Hienghène Sport remporte la compétition en battant l'AS Magenta en finale (1-0), une première pour un club néo-calédonien dans l'histoire de celle-ci, et la première pour un club non-néo-zélandais depuis la victoire du PRK Hekari United en 2009-2010. 

## Format
Le format de l’édition précédente, avec une phase de poule à 16 équipes, est reconduit pour cette édition :
- Un tour préliminaire, organisé en janvier 2019, oppose les clubs champions de quatre nations océaniennes : les Tonga, les Samoa américaines, les îles Cook et les Samoa. Les deux meilleures équipes se qualifient pour la phase de poules.
- La phase de poules réunit les 14 équipes exemptes et les vainqueurs du tour préliminaire. Les sept nations ne participant pas au tour préliminaire (les Fidji, la Nouvelle-Calédonie, la Nouvelle-Zélande, les Salomon, la Papouasie-Nouvelle-Guinée, Tahiti et le Vanuatu) ont droit à deux places en phase de poules. Les 16 formations sont réparties en 4 groupes de 4, chacun de ces groupes se déroulant en un lieu unique.
- La phase finale débute au stade des quarts de finale, qui opposent les huit équipes classées premières et deuxièmes de chaque groupe, après un tirage au sort. Les quarts de finale se jouent sur un seul match (contrairement à une première annonce qui prévoyait une confrontation aller et retour[1]). Les seules modifications concernent les demi-finales et la finale, qui se jouent également sur un seul match[1], la finale ayant lieu sur le terrain, prédéterminé par tirage au sort, d'un des deux finalistes.

Le vainqueur de cette compétition participe à la Coupe du monde des clubs 2019.

## Participants
Dix-huit équipes sont théoriquement qualifiées pour cette édition 2019.
| Pays                                              | Club                    | Qualification                                                              |
| Phase de groupes                                  | Phase de groupes        | Phase de groupes                                                           |
| ------------------------------------------------- | ----------------------- | -------------------------------------------------------------------------- |
| Fidji                                             | Lautoka FC              | Champion des Fidji 2018                                                    |
| Fidji                                             | Ba FC                   | Vice-champion des Fidji 2018                                               |
| Nouvelle-Calédonie                                | Hienghène Sport         | Champion de Nouvelle-Calédonie 2017                                        |
| Nouvelle-Calédonie                                | AS Magenta              | Vice-champion de Nouvelle-Calédonie 2017                                   |
| Nouvelle-Zélande                                  | Auckland City           | Champion de Nouvelle-Zélande 2017-2018                                     |
| Nouvelle-Zélande                                  | Team Wellington         | Vice-champion de Nouvelle-Zélande 2017-2018                                |
| Papouasie-Nouvelle-Guinée                         | Toti City Dwellers      | Champion de Papouasie-Nouvelle-Guinée 2018                                 |
| Papouasie-Nouvelle-Guinée                         | Morobe Wawens (en)      | 2e de la saison régulière du championnat de Papouasie-Nouvelle-Guinée 2018 |
| Îles Salomon                                      | Solomon Warriors        | Champion des Îles Salomon 2018                                             |
| Îles Salomon                                      | Henderson Eels FC       | Vice-champion des Îles Salomon 2018                                        |
| Polynésie française                               | AS Central Sport        | Champion de Polynésie française 2017-2018                                  |
| Polynésie française                               | AS Tefana               | Vice-champion de Polynésie française 2017-2018                             |
| Vanuatu                                           | Erakor Golden Star (en) | Champion du Vanuatu 2018                                                   |
| Vanuatu                                           | Malampa Rovers (en)     | Finaliste du championnat du Vanuatu 2018                                   |
| Tour préliminaire (Associations en développement) |                         |                                                                            |
| Samoa américaines                                 | Pago Youth              | Champion des Samoa américaines 2018                                        |
| Îles Cook                                         | Tupapa Maraerenga       | Champion des îles Cook 2018                                                |
| Samoa                                             | Kiwi                    | Champion des Samoa 2018                                                    |
| Tonga                                             | Lotoha'apai United      | Champion des Tonga 2018                                                    |

## Compétition
Le tirage au sort des groupes a lieu le 13 septembre 2018 au siège de l'OFC. Les pays hôtes des groupes sont désignés le 31 octobre 2018.

### Tour préliminaire
Les matchs ont lieu aux Îles Cook, au CIFA Academy Field 1 de Matavera, du 26 janvier au 1er février 2019.
| Rang | Équipe             | Pts | J | G | N | P | Bp | Bc | Diff |  | Résultats (▼ dom., ► ext.) | TM | KFC | LU  | PY  |
| ---- | ------------------ | --- | - | - | - | - | -- | -- | ---- |  | -------------------------- | -- | --- | --- | --- |
| 1    | Tupapa Maraerenga  | 9   | 3 | 3 | 0 | 0 | 10 | 3  | +7   |  | Tupapa Maraerenga          |    | 4-1 | 4-1 | 2-1 |
| 2    | Kiwi               | 6   | 3 | 2 | 0 | 1 | 14 | 8  | +6   |  | Kiwi                       |    |     | 9-1 | 4-3 |
| 3    | Lotoha'apai United | 3   | 3 | 1 | 0 | 2 | 7  | 14 | -7   |  | Lotoha'apai United         |    |     |     | 5-1 |
| 4    | Pago Youth         | 0   | 3 | 0 | 0 | 3 | 5  | 11 | -6   |  | Pago Youth                 |    |     |     |     |

### Phase de groupes

#### Groupe A
Les matchs ont lieu en Nouvelle-Calédonie, au stade Yoshida de Koné, du 10 au 16 février 2019.
| Rang | Équipe             | Pts | J | G | N | P | Bp | Bc | Diff |  | Résultats (▼ dom., ► ext.) | HS | TC  | AST | MR  |
| ---- | ------------------ | --- | - | - | - | - | -- | -- | ---- |  | -------------------------- | -- | --- | --- | --- |
| 1    | Hienghène Sport    | 7   | 3 | 2 | 1 | 0 | 7  | 1  | +6   |  | Hienghène Sport            |    | 1-1 | 1-0 | 5-0 |
| 2    | Toti City Dwellers | 5   | 3 | 1 | 2 | 0 | 8  | 6  | +2   |  | Toti City Dwellers         |    |     | 3-3 | 4-2 |
| 3    | AS Tefana          | 2   | 3 | 0 | 2 | 1 | 6  | 7  | -1   |  | AS Tefana                  |    |     |     | 3-3 |
| 4    | Malampa Rovers     | 1   | 3 | 0 | 1 | 2 | 5  | 12 | -7   |  | Malampa Rovers             |    |     |     |     |

#### Groupe B
Les matchs ont lieu aux Fidji, au Churchill Park de Lautoka, du 10 au 16 février 2019.
| Rang | Équipe             | Pts | J | G | N | P | Bp | Bc | Diff |  | Résultats (▼ dom., ► ext.) | CS | HE  | LFC | MW  |
| ---- | ------------------ | --- | - | - | - | - | -- | -- | ---- |  | -------------------------- | -- | --- | --- | --- |
| 1    | AS Central Sport   | 7   | 3 | 2 | 1 | 0 | 12 | 4  | +8   |  | AS Central Sport           |    | 3-2 | 2-2 | 7-0 |
| 2    | Henderson Eels FC  | 6   | 3 | 2 | 0 | 1 | 15 | 8  | +7   |  | Henderson Eels FC          |    |     | 6-5 | 7-0 |
| 3    | Lautoka FC         | 4   | 3 | 1 | 1 | 1 | 12 | 8  | +4   |  | Lautoka FC                 |    |     |     | 5-0 |
| 4    | Morobe Wawens (en) | 0   | 3 | 0 | 0 | 3 | 0  | 19 | -19  |  | Morobe Wawens (en)         |    |     |     |     |

#### Groupe C
Les matchs ont lieu au Vanuatu, au Korman Stadium de Port-Vila, du 23 février au 1er mars 2019.
| Rang | Équipe             | Pts | J | G | N | P | Bp | Bc | Diff |  | Résultats (▼ dom., ► ext.) | TW | BA  | EGS | KFC  |
| ---- | ------------------ | --- | - | - | - | - | -- | -- | ---- |  | -------------------------- | -- | --- | --- | ---- |
| 1    | Team Wellington    | 9   | 3 | 3 | 0 | 0 | 18 | 0  | +18  |  | Team Wellington            |    | 2-0 | 3-0 | 13-0 |
| 2    | Ba FC              | 4   | 3 | 1 | 1 | 1 | 6  | 4  | +2   |  | Ba FC                      |    |     | 1-1 | 5-1  |
| 3    | Erakor Golden Star | 4   | 3 | 1 | 1 | 1 | 3  | 4  | -1   |  | Erakor Golden Star         |    |     |     | 2-0  |
| 4    | Kiwi FC            | 0   | 3 | 0 | 0 | 3 | 1  | 20 | -19  |  | Kiwi FC                    |    |     |     |      |

#### Groupe D
Les matchs ont lieu aux îles Salomon, au Lawson Tama Stadium de Honiara, du 24 février au 2 mars 2019.
| Rang | Équipe            | Pts | J | G | N | P | Bp | Bc | Diff |  | Résultats (▼ dom., ► ext.) | AC | ASM | SW  | TM   |
| ---- | ----------------- | --- | - | - | - | - | -- | -- | ---- |  | -------------------------- | -- | --- | --- | ---- |
| 1    | Auckland City     | 9   | 3 | 3 | 0 | 0 | 23 | 1  | +22  |  | Auckland City              |    | 2-1 | 6-0 | 15-0 |
| 2    | AS Magenta        | 6   | 3 | 2 | 0 | 1 | 14 | 3  | +11  |  | AS Magenta                 |    |     | 3-0 | 10-1 |
| 3    | Solomon Warriors  | 3   | 3 | 1 | 0 | 2 | 10 | 10 | 0    |  | Solomon Warriors           |    |     |     | 10-1 |
| 4    | Tupapa Maraerenga | 0   | 3 | 0 | 0 | 3 | 2  | 35 | -33  |  | Tupapa Maraerenga          |    |     |     |      |

### Phase finale
Le tirage au sort a lieu après les phases de groupe, le 5 mars 2019 à Auckland. La première partie du tirage concerne les quarts de finale, la deuxième les demi-finales, et la troisième le lieu de la finale.
|  | Quarts de finale   | Quarts de finale   | Quarts de finale | Quarts de finale |                 |                 | Demi-finales  | Demi-finales  | Demi-finales  | Demi-finales  |  |  | Finale      | Finale      | Finale      | Finale      |
|  |                    |                    |                  |                  |                 |                 |               |               |               |               |  |  |             |             |             |             |
|  | 7 avril 2019       | 7 avril 2019       | 7 avril 2019     | 7 avril 2019     |                 |                 | 28 avril 2019 | 28 avril 2019 | 28 avril 2019 | 28 avril 2019 |  |  | 11 mai 2019 | 11 mai 2019 | 11 mai 2019 | 11 mai 2019 |
|  | 7 avril 2019       | 7 avril 2019       | 7 avril 2019     | 7 avril 2019     |                 |                 | 28 avril 2019 | 28 avril 2019 | 28 avril 2019 | 28 avril 2019 |  |  | 11 mai 2019 | 11 mai 2019 | 11 mai 2019 | 11 mai 2019 |
|  | AS Central Sport   | AS Central Sport   | 0                | 0                |                 |                 | 28 avril 2019 | 28 avril 2019 | 28 avril 2019 | 28 avril 2019 |  |  | 11 mai 2019 | 11 mai 2019 | 11 mai 2019 | 11 mai 2019 |
|  | AS Central Sport   | AS Central Sport   | 0                | 0                |                 |                 | 28 avril 2019 | 28 avril 2019 | 28 avril 2019 | 28 avril 2019 |  |  | 11 mai 2019 | 11 mai 2019 | 11 mai 2019 | 11 mai 2019 |
|  | AS Magenta         | AS Magenta         | 8                | 8                |                 |                 | 28 avril 2019 | 28 avril 2019 | 28 avril 2019 | 28 avril 2019 |  |  | 11 mai 2019 | 11 mai 2019 | 11 mai 2019 | 11 mai 2019 |
|  | AS Magenta         | AS Magenta         | 8                | 8                | AS Magenta      | AS Magenta      | 2             | 2             |               |               |  |  | 11 mai 2019 | 11 mai 2019 | 11 mai 2019 | 11 mai 2019 |
|  | 6 avril 2019       |                    |                  |                  | AS Magenta      | AS Magenta      | 2             | 2             |               |               |  |  | 11 mai 2019 | 11 mai 2019 | 11 mai 2019 | 11 mai 2019 |
|  |                    |                    | Auckland City    | Auckland City    | 1               | 1               |               |               |               |               |  |  | 11 mai 2019 | 11 mai 2019 | 11 mai 2019 | 11 mai 2019 |
|  | Auckland City      | Auckland City      | Auckland City    | Auckland City    | 1               | 1               | 4             | 4             |               |               |  |  | 11 mai 2019 | 11 mai 2019 | 11 mai 2019 | 11 mai 2019 |
|  | Auckland City      | Auckland City      | 28 avril 2019    |                  |                 |                 | 4             | 4             |               |               |  |  | 11 mai 2019 | 11 mai 2019 | 11 mai 2019 | 11 mai 2019 |
|  | Toti City Dwellers | Toti City Dwellers | 0                | 0                |                 |                 |               |               |               |               |  |  | 11 mai 2019 | 11 mai 2019 | 11 mai 2019 | 11 mai 2019 |
|  | Toti City Dwellers | Toti City Dwellers | 0                | 0                | AS Magenta      | AS Magenta      | 0             | 0             |               |               |  |  |             |             |             |             |
|  | 6 avril 2019       |                    |                  |                  | AS Magenta      | AS Magenta      | 0             | 0             |               |               |  |  |             |             |             |             |
|  |                    |                    | Hienghène Sport  | Hienghène Sport  | 1               | 1               |               |               |               |               |  |  |             |             |             |             |
|  | Hienghène Sport    | Hienghène Sport    | Hienghène Sport  | Hienghène Sport  | 1               | 1               | 2             | 2             |               |               |  |  |             |             |             |             |
|  | Hienghène Sport    | Hienghène Sport    |                  |                  |                 |                 |               |               |               |               |  |  |             |             |             |             |
|  | Ba FC              | Ba FC              | 1                | 1                |                 |                 |               |               |               |               |  |  |             |             |             |             |
|  | Ba FC              | Ba FC              | 1                | 1                | Hienghène Sport | Hienghène Sport | 2             | 2             |               |               |  |  |             |             |             |             |
|  | 7 avril 2019       |                    |                  |                  | Hienghène Sport | Hienghène Sport | 2             | 2             |               |               |  |  |             |             |             |             |
|  |                    |                    | Team Wellington  | Team Wellington  | 0               | 0               |               |               |               |               |  |  |             |             |             |             |
|  | Team Wellington    | Team Wellington    | Team Wellington  | Team Wellington  | 0               | 0               | 6             | 6             |               |               |  |  |             |             |             |             |
|  | Team Wellington    | Team Wellington    |                  |                  |                 |                 |               | 6             |               |               |  |  |             |             |             |             |
|  | Henderson Eels FC  | Henderson Eels FC  | 1                | 1                |                 |                 |               |               |               |               |  |  |             |             |             |             |
|  | Henderson Eels FC  | Henderson Eels FC  | 1                | 1                |                 |                 |               |               |               |               |  |  |             |             |             |             |
|  |                    |                    |                  |                  |                 |                 |               |               |               |               |  |  |             |             |             |             |

#### Quarts de finale
Le tirage au sort n'est pas intégral. Un premier de groupe affronte le second d'un autre groupe, et a l'avantage de jouer à domicile. Les matchs ont été tirés dans l'ordre suivant (cet ordre sert de base au tirage des demi-finales):
| 7 avril 2019       | AS Central Sport | 0 - 8   | AS Magenta                                                     | stade Pater, Pirae                             |                                                |
| 19:00 heure locale |                  | (0 - 2) | 20e Sele · 23e 59e 73e Hmaen · 66e Hnautra · 72e 75e 90e Nemia | Spectateurs : 3 000 Arbitrage : Matthew Conger | Spectateurs : 3 000 Arbitrage : Matthew Conger |
| 19:00 heure locale | Rapport          |         |                                                                | Spectateurs : 3 000 Arbitrage : Matthew Conger | Spectateurs : 3 000 Arbitrage : Matthew Conger |

| 6 avril 2019       | Auckland City                           | 4 - 0   | Toti City Dwellers | Kiwitea Street, Auckland                     |                                              |
| 14:00 heure locale | Browne 41e 46e 87e · Hudson-Wihongi 78e | (1 - 0) |                    | Spectateurs : 500 Arbitrage : Médéric Lacour | Spectateurs : 500 Arbitrage : Médéric Lacour |
| 14:00 heure locale | Rapport                                 |         |                    | Spectateurs : 500 Arbitrage : Médéric Lacour | Spectateurs : 500 Arbitrage : Médéric Lacour |

| 6 avril 2019       | Hienghène Sport           | 2 - 1 a. p.    | Ba FC     | stade Yoshida, Koné                                 |                                                     |
| 17:00 heure locale | Kaï 45e (pen.) · Gony 92e | (1 - 1, 1 - 1) | 9e Rakula | Spectateurs : 1 000 Arbitrage : Campbell-Kirk Waugh | Spectateurs : 1 000 Arbitrage : Campbell-Kirk Waugh |
| 17:00 heure locale | Rapport                   |                |           | Spectateurs : 1 000 Arbitrage : Campbell-Kirk Waugh | Spectateurs : 1 000 Arbitrage : Campbell-Kirk Waugh |

| 7 avril 2019       | Team Wellington                                     | 6 - 1   | Henderson Eels FC | David Farrington Park, Wellington            |                                              |
| 14:00 heure locale | Allen 18e 56e 59e · Kilkolly 29e · Sinclair 46e 71e | (2 - 1) | 43e (pen.) Tanito | Spectateurs : 300 Arbitrage : Norbert Hauata | Spectateurs : 300 Arbitrage : Norbert Hauata |
| 14:00 heure locale | Rapport                                             |         |                   | Spectateurs : 300 Arbitrage : Norbert Hauata | Spectateurs : 300 Arbitrage : Norbert Hauata |

#### Demi-finales
Le tirage au sort de la première demi-finale voit le vainqueur du troisième quart de finale recevoir celui du quatrième quart ; la deuxième demi-finale voit le vainqueur du premierer quart de finale accueillir le vainqueur du deuxième quart (l'ordre des demi-finales sert de base au tirage au sort du lieu de la finale).
Après les résultats des quarts de finale, les deux clubs néo-calédoniens hôtes des demi-finales, leur fédération et l'OFC se sont mis d'accord sur le principe d'une double confrontation le même jour dans la même enceinte. C'est le Stade Numa-Daly de Nouméa qui accueille donc successivement les deux demi-finales.
| 28 avril 2019      | Hienghène Sport         | 2 - 0 | Team Wellington | Stade Numa-Daly, Nouméa                     |                                             |
| 14:00 heure locale | Gony 49e · Dahite 90+1e | (0-0) |                 | Spectateurs : 3 000 Arbitrage : George Time | Spectateurs : 3 000 Arbitrage : George Time |
| 14:00 heure locale | Rapport                 |       |                 | Spectateurs : 3 000 Arbitrage : George Time | Spectateurs : 3 000 Arbitrage : George Time |

| 28 avril 2019      | AS Magenta                | 2 - 1 | Auckland City | Stade Numa-Daly, Nouméa                          |                                                  |
| 17:30 heure locale | Nemia 45+4e · Maitran 88e | (1-1) | 41e Lea'alafa | Spectateurs : 3 500 Arbitrage : David Yareboinen | Spectateurs : 3 500 Arbitrage : David Yareboinen |
| 17:30 heure locale | Rapport                   |       |               | Spectateurs : 3 500 Arbitrage : David Yareboinen | Spectateurs : 3 500 Arbitrage : David Yareboinen |

#### Finale
Le tirage au sort indique que c'est le vainqueur de la deuxième demi-finale qui reçoit le vainqueur de la première.
| 11 mai 2019        | AS Magenta | 0 - 1 | Hienghène Sport | Stade Numa-Daly, Nouméa                        |                                                |
| 17:00 heure locale |            | (0-0) | 66e Roine       | Spectateurs : 7 000 Arbitrage : Matthew Conger | Spectateurs : 7 000 Arbitrage : Matthew Conger |
| 17:00 heure locale | Rapport    |       |                 | Spectateurs : 7 000 Arbitrage : Matthew Conger | Spectateurs : 7 000 Arbitrage : Matthew Conger |